# Vis a vis (serie de televisión)
Vis a vis es una serie de televisión española de género dramático producida por Globomedia para Antena 3 y Fox España. Esta serie se estrenó el 20 de abril de 2015. El 26 de mayo de 2015 la serie fue renovada por una segunda temporada, que comenzó a rodarse el 28 de octubre de 2015 y a emitirse a partir del 31 de marzo de 2016. Tras la emisión de la segunda temporada, Antena 3 decidió no renovar la serie por una tercera temporada. Está protagonizada por Maggie Civantos como Macarena y por Najwa Nimri como la peligrosa Zulema. Coprotagonizada por Carlos Hipólito, Roberto Enríquez, Berta Vázquez, Alba Flores, Cristina Plazas, Alberto Velasco, Marta Aledo, Laura Baena Torres, Daniel Ortiz, María Isabel Díaz Lago, Dunia Rodríguez, Ruth Díaz, Jesús Castejón, Javier Lara, Ana Marzoa, Itziar Castro y Abril Zamora. Antagonizada por Inma Cuevas, Ramiro Blas, Harlys Becerra, Huichi Chiu, Benjamín Vicuña y Adriana Paz. Cuenta con la participación especial de Cristina Marcos. 
El 6 de julio de 2017 se anunció oficialmente que Fox Networks Group España, Atresmedia y Globomedia (Grupo Mediapro) han alcanzado un acuerdo para la producción de la tercera temporada de Vis a vis, que se estrenó en Fox el 23 de abril de 2018. Al terminar su rodaje a mediados de febrero y sin aún estrenar la tercera temporada, el 19 de abril de 2018 se confirmó oficialmente que la serie tendrá una cuarta temporada que comenzó a grabarse el 4 de junio y se estrenó el 3 de diciembre del mismo año. El día 23 de enero de 2019 se confirmó que, a pesar de ser un éxito en audiencia, la cuarta temporada de la serie sería la última y que contaría con un desenlace cerrado que se emitió el 4 de febrero de 2019. El 20 de abril de 2020, celebrando el quinto aniversario del estreno de la serie, se estrenó el spin-off titulado Vis a vis: El Oasis.

## Historia
La serie se iba a llamar originalmente  Mosquita muerta, pero Antena 3 le cambió el nombre final por Vis a vis antes de su estreno, no llegando a utilizar este nombre en ningún momento de forma oficial. La primera temporada de la serie iba a estar compuesta por 13 episodios, pero por solapamiento entre el rodaje y la emisión, finalmente se rodaron sólo once episodios. El último episodio de la segunda temporada fue televisado el 22 de junio, cancelándose la continuidad de la serie.
En el momento de anunciarse la serie, algunos medios la compararon con la ficción estadounidense Orange is the new black, tildándola de mera copia de la serie de Netflix, pero tras ver su episodio piloto, la crítica matizó sus diferencias con la estadounidense.
Poco más de un año después de su cancelación, el 6 de julio de 2017, se comunicó que Atresmedia llegó a un acuerdo con Fox España y Globomedia para la producción de la tercera temporada de la serie, que se estrenó en Fox España el 23 de abril de 2018 siendo así lo más visto de la televisión de pago.
El 17 de mayo de 2016 la serie se estrenó en el canal británico Channel 4. Tras esto, ha sido estrenada en varios países de Hispanoamérica, ha sido la primera serie española distribuida por Amazon Prime Video en Estados Unidos y también es distribuida por Netflix. Además, la BBC compró los derechos para llevar a cabo un remake de la serie. Walter Presents adquirió los derechos para su distribución en Inglaterra como con las anteriores temporadas.
Para la construcción del decorado de la cárcel se recurrió a un polígono industrial de Colmenar Viejo (Madrid).

## Argumento
Por amor a su jefe, Macarena Ferreiro ha cometido varios delitos de manipulación y malversación de cuentas y es condenada a siete años de reclusión. En la cárcel Cruz del Sur, tras el choque emocional que supone entrar en prisión, debe afrontar las complicadas y, a menudo, peligrosas relaciones entre las reclusas. Su reclusión no impide que se vea involucrada en la desaforada localización de nueve millones de euros desaparecidos de un furgón de seguridad. Hanbal, El Egipcio, novio de Zulema Zahir, la interna más peligrosa del centro, y la propia familia de Macarena se ven envueltos en una búsqueda que se tiñe de sangre.
Las esperanzas de Macarena de poder salir en libertad son frustradas por el estudiado plan de fuga de Zulema. El regreso a Cruz del Sur es mucho más duro ya que, además de una nueva gobernanta y un jefe de seguridad listo para extralimitarse con las internas, surge otra funesta sombra: la del peligroso delincuente internacional Karim dispuesto a vengar la muerte de su sobrino El Egipcio, muerte a la que no es ajena la familia de Macarena.

## Elenco y personajes
- Maggie Civantos como Macarena «Maca» Ferreiro - Una mujer condenada a 7 años por estafa, blanqueo de capitales, alzamiento de bienes y robo.
- Najwa Nimri como Zulema Zahir - La reclusa más peligrosa de Cruz del Sur. De ascendencia árabe y con ojos que escrutan todo, capaz de cualquier cosa con tal de conseguir lo que pretende. Mejor amiga de la gitana Saray Vargas y novia de Hanbal.
- Carlos Hipólito como Leopoldo Ferreiro Molina - Padre de Macarena Ferreiro.
- Roberto Enríquez como Fabio Martínez León - Jefe de seguridad que tiene un idilio con Macarena.
- Cristina Plazas como Miranda Aguirre Senén - La directora de Cruz del Sur.
- Berta Vázquez como Estefanía Kabila Silva «Rizos - Una mujer afro condenada por robo y lesiones.
- Alba Flores como Saray Vargas de Jesús - Una gitana condenada por robo a mano armada.
- Inma Cuevas como Ana Belén «Anabel» Vilaroch Garcés - Una mujer condenada a 9 años por inducción a la prostitución y tráfico de drogas.
- María Isabel Díaz Lago como Soledad «Sole» Núñez Hurtado - Una mujer condenada por el asesinato de su marido, tras años de maltrato. Querida como una madre para las reclusas más jóvenes.
- María Salgueiro como Encarna Molina - La madre de Macarena.
- Ramiro Blas como Carlos Sandoval Castro - El médico de Cruz del Sur.
- Alberto Velasco como Antonio Palacios Lloret - Jefe de seguridad y amigo de Fabio. (temporadas 1–2 y 4).
- Marta Aledo como Teresa «Tere» González Largo - Una mujer condenada a 4 años por tráfico de drogas.
- Daniel Ortiz como Román Ferreiro Molina - El hermano mayor de Macarena.
- Harlys Becerra como Ismael Valbuena Ugarte - Jefe de seguridad.
- Laura Baena Torres como Antonia Trujillo Díez - Una mujer gitana condenada por agredir a su cuñado, que violó a su hija.
- Jesús Castejón como Inspector Damián Castillo.
- Dunia Rodríguez como Cásper, la criada de Zulema.
- Ruth Díaz como Mercedes Carrillo - Una madre condenada a 4 años y medio por malversación.
- Huichi Chiu como Akame (temporada 3).
- Javier Lara como Álex Moncada - Es el director de Cruz del Norte. (temporada 3).
- Ana Marzoa como Prudencia «Pruden» Mosqueira - Una reclusa que amiga de Soledad en Cruz del Norte.
- Luis Callejo como Andrés Frutos - Jefe de seguridad a Cruz del Norte.
- Itziar Castro como Goya - Una peligrosa reclusa de Cruz del Norte.
- Adriana Paz como Altagracia Guerrero - Una peligrosa jefe de seguridad mexicana.
- Abril Zamora como Luna Garrido - Una joven mujer transgender condenada por droga.
- Cristina Marcos como Magdalena Cruz-(también protagoniza:temporada 4).
- Benjamín Vicuña como Antonio Hierro - Jefe de seguridad de Cruz del Norte enamorado de Zulema.

## Temporadas y audiencias
| Temporada | Temporada | Cadena     | Episodios | Emisión original       | Emisión original     | Audiencia media                         | Audiencia media                   |
| Temporada | Temporada | Cadena     | Episodios | Primera emisión        | Última emisión       | Espectadores                            | Cuota                             |
| --------- | --------- | ---------- | --------- | ---------------------- | -------------------- | --------------------------------------- | --------------------------------- |
|           | 1         | Antena 3   | 11        | 20 de abril de 2015    | 2 de julio de 2015   | 3 547 000                               | 19,9%                             |
|           | 2         | Antena 3   | 13        | 31 de marzo de 2016    | 22 de junio de 2016  | 2 425 000                               | 14,1%                             |
|           | 3         | FOX España | 8         | 23 de abril de 2018    | 11 de junio de 2018  | 151 000                                 | 0,8%                              |
|           | 4         | FOX España | 8         | 3 de diciembre de 2018 | 4 de febrero de 2019 | 129 000                                 | 0,7%                              |
| Total     | Total     | Total      | 40        | 20 de abril de 2015    | 4 de febrero de 2019 | 1 563 000 (incluyendo las 4 temporadas) | 8,9% (incluyendo las 4 temporadas |

### Primera temporada (2015)
| N.º en serie | N.º en temp. | Título                             | Dirigido por                          | Fecha de emisión original | Audiencia         |
| ------------ | ------------ | ---------------------------------- | ------------------------------------- | ------------------------- | ----------------- |
| 1            | 1            | «Un mal día»                       | Jesús Colmenar                        | 20 de abril de 2015       | 4 308 000 (22,4%) |
| 2            | 2            | «Cosiendo a Campanilla»            | Jesús Rodrigo                         | 27 de abril de 2015       | 4 085 000 (21,4%) |
| 3            | 3            | «Lo que sucede, conviene»          | Sandra Gallego                        | 4 de mayo de 2015         | 3 890 000 (20,9%) |
| 4            | 4            | «Un día de campo»                  | David Molina Encinas                  | 11 de mayo de 2015        | 3 928 000 (21,2%) |
| 5            | 5            | «La cruda realidad»                | Jesús Colmenar                        | 18 de mayo de 2015        | 3 907 000 (21,1%) |
| 6            | 6            | «Te vendrán a buscar...»           | Jesús Rodrigo                         | 28 de mayo de 2015        | 3 246 000 (17,9%) |
| 7            | 7            | «A las cinco en punto de la tarde» | Sandra Gallego y David Molina Encinas | 4 de junio de 2015        | 3 028 000 (17,7%) |
| 8            | 8            | «Pretty woman»                     | David Molina Encinas y Jesús Colmenar | 11 de junio de 2015       | 3 585 000 (20,9%) |
| 9            | 9            | «Negra, negrita, negrata»          | Jesús Colmenar y Jesús Rodrigo        | 18 de junio de 2015       | 3 037 000 (17,7%) |
| 10           | 10           | «Gato gris»                        | Sandra Gallego y David Molina Encinas | 25 de junio de 2015       | 2 903 000 (17,8%) |
| 11           | 11           | «El principio de las tortugas»     | Jesús Colmenar y Jesús Rodrigo        | 2 de julio de 2015        | 3 100 000 (19,4%) |

(*) En Netflix el primer episodio (1x01) se titula «Mosquita muerta».

### Segunda temporada (2016)
| N.º en serie | N.º en temp. | Título                        | Dirigido por                                  | Fecha de emisión original | Audiencia         |
| ------------ | ------------ | ----------------------------- | --------------------------------------------- | ------------------------- | ----------------- |
| 12           | 1            | «A un mono, dos pistolas»     | Jesús Colmenar                                | 31 de marzo de 2016       | 2 848 000 (16,2%) |
| 13           | 2            | «Hogar, dulce hogar»          | Jesús Rodrigo                                 | 7 de abril de 2016        | 2 511 000 (13,8%) |
| 14           | 3            | «La gallinita»                | Sandra Gallego                                | 14 de abril de 2016       | 2 460 000 (13,8%) |
| 15           | 4            | «La teoría de Darwin»         | Jesús Colmenar                                | 21 de abril de 2016       | 2 158 000 (12,2%) |
| 16           | 5            | «En la línea de fuego»        | Jesús Rodrigo                                 | 27 de abril de 2016       | 2 301 000 (13,2%) |
| 17           | 6            | «Los Mandriles»               | Sandra Gallego y Jesús Colmenar               | 4 de mayo de 2016         | 2 348 000 (13,4%) |
| 18           | 7            | «Bon appétit»                 | Jesús Colmenar y Jesús Rodrigo                | 11 de mayo de 2016        | 2 550 000 (15,0%) |
| 19           | 8            | «La vida sigue»               | Jesús Rodrigo y Sandra Gallego                | 18 de mayo de 2016        | 2 390 000 (13,8%) |
| 20           | 9            | «Pillarse los dedos»          | Jesús Colmenar y Álex Rodrigo                 | 25 de mayo de 2016        | 2 253 000 (13,2%) |
| 21           | 10           | «Pecados y confusiones»       | Sandra Gallego y Jesús Rodrigo                | 1 de junio de 2016        | 2 199 000 (12,6%) |
| 22           | 11           | «Patrona de los desamparados» | Jesús Colmenar y Álex Rodrigo                 | 8 de junio de 2016        | 2 522 000 (15,1%) |
| 23           | 12           | «Plátano y limón»             | Jesús Rodrigo y Sandra Gallego                | 15 de junio de 2016       | 2 332 000 (14,4%) |
| 24           | 13           | «Líquido»                     | Jesús Colmenar, Álex Rodrigo y Sandra Gallego | 22 de junio de 2016       | 2 649 000 (16,4%) |

(*) En Netflix el cuarto episodio (2x04) se titula «Un cadáver en el maletero» y el decimoprimer episodio (2x11) se llama «Patrona de los desesperados», mientras que en HBO se titula «El límite de las fuerzas».

### Tercera temporada (2018)
| N.º en serie | N.º en temp. | Título                                   | Dirigido por                         | Fecha de emisión original | Audiencia      |
| ------------ | ------------ | ---------------------------------------- | ------------------------------------ | ------------------------- | -------------- |
| 25           | 1            | «Cruz del Norte»                         | Jesús Colmenar                       | 23 de abril de 2018       | 151 000 (0,8%) |
| 26           | 2            | «Muy fácil o muy difícil»                | Jesús Colmenar                       | 30 de abril de 2018       | 124 000 (0,7%) |
| 27           | 3            | «Un grano de arroz»                      | Sandra Gallego                       | 7 de mayo de 2018         | 163 000 (0,9%) |
| 28           | 4            | «La bandera en el muro»                  | Sandra Gallego                       | 14 de mayo de 2018        | 164 000 (0,9%) |
| 29           | 5            | «Alguien a quien le importas una mierda» | David Molina Encinas                 | 21 de mayo de 2018        | 154 000 (0,8%) |
| 30           | 6            | «Seis meses dan para mucho»              | David Molina Encinas                 | 28 de mayo de 2018        | 157 000 (0,8%) |
| 31           | 7            | «Fuimos niñas»                           | Sandra Gallego                       | 4 de junio de 2018        | 167 000 (0,9%) |
| 32           | 8            | «Lo que sabemos de los monstruos»        | Jesús Rodrigo y David Molina Encinas | 11 de junio de 2018       | 128 000 (0,7%) |

### Cuarta temporada (2018-19)
| N.º en serie | N.º en temp. | Título                | Dirigido por   | Fecha de emisión original | Audiencia      |
| ------------ | ------------ | --------------------- | -------------- | ------------------------- | -------------- |
| 33           | 1            | «La Barbie»           | Marc Vigil     | 3 de diciembre de 2018    | 143 000 (0,8%) |
| 34           | 2            | «La fuga»             | Marc Vigil     | 10 de diciembre de 2018   | 93 000 (0,5%)  |
| 35           | 3            | «El umbral del dolor» | Sandra Gallego | 17 de diciembre de 2018   | 92 000 (0,5%)  |
| 36           | 4            | «Mamá»                | Ramón Salazar  | 7 de enero de 2019        | 153 000 (0,8%) |
| 37           | 5            | «Traición»            | Carles Torrens | 14 de enero de 2019       | 94 000 (0,5%)  |
| 38           | 6            | «Mala persona»        | Sandra Gallego | 21 de enero de 2019       | 149 000 (0,8%) |
| 39           | 7            | «Vuelta a casa»       | Ramón Salazar  | 28 de enero de 2019       | 93 000 (0,5%)  |
| 40           | 8            | «La marea amarilla»   | Sandra Gallego | 4 de febrero de 2019      | 214 000 (1,1%) |

### Evolución de audiencias
| Temporada | Temporada | Episodio número | Episodio número | Episodio número | Episodio número | Episodio número | Episodio número | Episodio número | Episodio número | Episodio número | Episodio número | Episodio número | Episodio número | Episodio número |
| Temporada | Temporada | 1               | 2               | 3               | 4               | 5               | 6               | 7               | 8               | 9               | 10              | 11              | 12              | 13              |
| --------- | --------- | --------------- | --------------- | --------------- | --------------- | --------------- | --------------- | --------------- | --------------- | --------------- | --------------- | --------------- | --------------- | --------------- |
|           | 1         | 4.308           | 4.085           | 3.890           | 3.928           | 3.907           | 3.246           | 3.028           | 3.585           | 3.037           | 2.903           | 3.100           | —               | —               |
|           | 2         | 2.848           | 2.511           | 2.460           | 2.158           | 2.301           | 2.348           | 2.550           | 2.390           | 2.253           | 2.199           | 2.522           | 2.322           | 2.649           |
|           | 3         | 0.151           | 0.124           | 0.163           | 0.164           | 0.154           | 0.157           | 0.167           | 0.128           | —               | —               | —               | —               | —               |
|           | 4         | 0.143           | 0.093           | 0.092           | 0.153           | 0.094           | 0.149           | 0.093           | 0.214           | —               | —               | —               | —               | —               |

## Premios
| Año  | Premio                                                            | Categoría                                              | Artista o trabajo nominado                                       | Resultado |
| ---- | ----------------------------------------------------------------- | ------------------------------------------------------ | ---------------------------------------------------------------- | --------- |
| 2015 | FesTVal de Televisión y Radio de Vitoria 2015                     | El Descubrimiento del año                              | Vis a vis                                                        | Ganadora  |
| 2015 | Premios Ondas 2015                                                | Mejor Interpretación Femenina                          | Elenco femenino de Vis a vis                                     | Ganadoras |
| 2015 | Premios Madrid Imagen (MIM Series) 2015                           | Mejor Actriz Dramática de Televisión                   | Maggie Civantos                                                  | Ganadora  |
| 2016 | Festival de Luchon (Francia)                                      | Mejor Ficción Española                                 | Vis a vis                                                        | Ganadora  |
| 2016 | Premios Paramount Channel                                         | Mejor Villano                                          | Najwa Nimri                                                      | Ganadora  |
| 2016 | Premios Paramount Channel                                         | Mejor Actor/Actriz Revelación                          | Berta Vázquez                                                    | Ganadora  |
| 2016 | Premios Fotogramas de Plata 2015                                  | Mejor Serie Española                                   | Vis a vis                                                        | Nominada  |
| 2016 | XXV Premios Unión de Actores y Actrices                           | Actriz Protagonista                                    | Maggie Civantos                                                  | Ganadora  |
| 2016 | XXV Premios Unión de Actores y Actrices                           | Actriz Protagonista                                    | Najwa Nimri                                                      | Nominada  |
| 2016 | XXV Premios Unión de Actores y Actrices                           | Actriz Secundaria                                      | Alba Flores                                                      | Nominada  |
| 2016 | XXV Premios Unión de Actores y Actrices                           | Actriz de Reparto                                      | Inma Cuevas                                                      | Ganadora  |
| 2016 | XXV Premios Unión de Actores y Actrices                           | Actriz de Reparto                                      | Marta Aledo                                                      | Nominada  |
| 2016 | XXV Premios Unión de Actores y Actrices                           | Actor Protagonista                                     | Roberto Enríquez                                                 | Nominado  |
| 2016 | Premios Iris                                                      | Mejor Ficción                                          | Vis a vis                                                        | Nominada  |
| 2016 | Premios Iris                                                      | Mejor Producción                                       | Cristina López Ferrar Juan López Olivar                          | Nominada  |
| 2016 | Premios Iris                                                      | Mejor Actor                                            | Carlos Hipólito                                                  | Nominado  |
| 2016 | Premios Iris                                                      | Mejor Actriz                                           | Najwa Nimri                                                      | Nominada  |
| 2016 | Premios Madrid Imagen (MIM Series) 2016                           | Mejor Serie Drama                                      | Vis a vis                                                        | Ganadora  |
| 2016 | Premios Madrid Imagen (MIM Series) 2016                           | Mejor Dirección                                        | Vis a vis                                                        | Nominada  |
| 2017 | Premios Feroz                                                     | Mejor serie dramática                                  | Vis a vis                                                        | Nominada  |
| 2017 | Premios Feroz                                                     | Mejor actriz protagonista de una serie                 | Maggie Civantos                                                  | Nominada  |
| 2017 | Premios Feroz                                                     | Mejor actriz protagonista de una serie                 | Najwa Nimri                                                      | Nominada  |
| 2017 | Premios Feroz                                                     | Mejor actriz de reparto de una serie                   | Inma Cuevas                                                      | Nominada  |
| 2017 | Premios Feroz                                                     | Mejor actriz de reparto de una serie                   | Alba Flores                                                      | Nominada  |
| 2017 | Premios Fotogramas de Plata 2016                                  | Mejor Serie Española                                   | Vis a vis                                                        | Ganadora  |
| 2017 | Premios Fotogramas de Plata 2016                                  | Mejor Actriz de Televisión                             | Najwa Nimri                                                      | Nominada  |
| 2017 | XXVI Premios Unión de Actores y Actrices                          | Actor Protagonista                                     | Roberto Enríquez                                                 | Nominado  |
| 2017 | XXVI Premios Unión de Actores y Actrices                          | Actriz Protagonista                                    | Maggie Civantos                                                  | Nominada  |
| 2017 | XXVI Premios Unión de Actores y Actrices                          | Actriz Protagonista                                    | Najwa Nimri                                                      | Nominada  |
| 2017 | XXVI Premios Unión de Actores y Actrices                          | Actriz Secundaria                                      | Alba Flores                                                      | Ganadora  |
| 2017 | XXVI Premios Unión de Actores y Actrices                          | Actriz Secundaria                                      | María Isabel Díaz Lago                                           | Nominada  |
| 2017 | XXVI Premios Unión de Actores y Actrices                          | Actriz de Reparto                                      | Inma Cuevas                                                      | Ganadora  |
| 2017 | IV Premios Fénix - Premios iberoamericanos de la televisión Fénix | Ensamble Actoral                                       | Reparto de actores                                               | Nominada  |
| 2018 | Premios Iris                                                      | Mejor Actriz                                           | Alba Flores                                                      | Nominada  |
| 2018 | Premios Iris                                                      | Mejor Dirección                                        | Jesús Colmenar Sandra Gallego David Molina Encinas Jesús Rodrigo | Nominada  |
| 2018 | Premios Madrid Imagen (MIM Series) 2018                           | Mejor Serie Drama                                      | Vis a vis                                                        | Nominada  |
| 2018 | Premios Madrid Imagen (MIM Series) 2018                           | Mejor Actriz Dramática                                 | Najwa Nimri                                                      | Nominada  |
| 2019 | Premios Feroz                                                     | Mejor actriz protagonista de una serie                 | Najwa Nimri                                                      | Nominada  |
| 2019 | Premios Fotogramas de Plata 2018                                  | Mejor Actriz de Televisión                             | Najwa Nimri                                                      | Ganadora  |
| 2019 | XXVIII Premios Unión de Actores y Actrices                        | Actor de Reparto                                       | Jesús Castejón                                                   | Nominado  |
| 2019 | XXVIII Premios Unión de Actores y Actrices                        | Actriz Revelación                                      | Abril Zamora                                                     | Nominada  |
| 2019 | Premios Platino                                                   | Mejor Interpretación Femenina en Miniserie o Teleserie | Najwa Nimri                                                      | Nominada  |